# La menor
La menor (abreviatura en sistema europeo LAm y en sistema americano Am) es  la tonalidad  que consiste en la escala menor de la, y contiene las notas la, si, do, re, mi, fa, sol y la.
Su tonalidad relativa es do mayor, y su tonalidad homónima es la mayor.

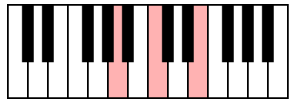
El acorde de tríada: La-Do-Mi.

## Usos
Johann Joachim Quantz consideró a la menor, junto con do menor, mucho más conveniente para expresar "el efecto triste" que otras tonalidades menores (Versuch einer Anweisung die Flöte traversiere zu spielen).

## Obras clásicas famosas en esta tonalidad
- Johann Sebastian Bach: Triple concerto (BWV 1044).
- Ludwig van Beethoven: Para Elisa (WoO 59).
- Frédéric Chopin: Vals (Op. 34  No. 2).
- Gustav Mahler: Sinfonia n.º 6
- Robert Schumann: Concierto para piano y orquesta (Op. 54).
- Clara Schumann: Concierto para piano y orquesta (Op. 7).